# Masasteron gracilis
Masasteron gracilis là một loài nhện trong họ Zodariidae.
Loài này thuộc chi Masasteron. Masasteron gracilis được Barbara C. Baehr miêu tả năm 2004.